# Kính phản quang
Kính phản quang là loại kính có tác dụng phản xạ ánh sáng, ngăn tia tử ngoại, cách nhiệt tốt nhưng vẫn giữ được độ trong suốt và cho phép ánh sáng xuyên qua nhờ một lớp hóa chất đặc biệt được phủ đều lên bề mặt kính. Phân biệt với các loại kính khác tương đối đơn giản, bằng mắt thường ta có thể dễ dàng nhận ra một mặt kính có lớp phản quang, mặt kia thì không.